# Örebro
Örebro je grad i središte istoimene županije u središnjoj Švedskoj.

## Stanovništvo
Prema podacima o broju stanovnika iz 2020. godine u gradu živi 126.604 stanovnika.

## Vanjske poveznice
- Službena stranica grada

### Ostali projekti
|  | Zajednički poslužitelj ima još gradiva o temi Örebro |